# Monster (àlbum)
Monster és el novè àlbum d'estudi de la banda estatunidenca de rock alternatiu R.E.M., publicat el 27 de setembre de 1994 per Warner Bros. Records. Novament van comptar amb la producció de Scott Litt, però en aquesta ocasió van realitzar un canvi estilístic intencionadament per trencar amb els seus dos anteriors treballs, Out of Time (1991) i Automatic for the People (1992), els dos més ben rebuts a nivell comercial. Està dedicat a River Phoenix.
En van extreure cinc senzills i l'àlbum va arribar al capdamunt de les llistes en diversos països. La banda va promocionar el disc amb la seva primera gira de concerts des de 1989, que fou un èxit comercial però els seus membres van patir diversos problemes de salut. Fou candidat al millor àlbum de rock dels premis Grammy.

## Producció
A principis de 1993, els membres de R.E.M. van convocar una reunió a Mèxic per planejar què farien durant els següents dos anys. El grup va decidir fer un nou àlbum i una gira darrere seu per la seva promoció, ja que portaven gairebé cinc anys sense fer-ho. El bateria Bill Berry va insistir que l'àlbum fos de rock. La banda va estar d'acord que després d'Out of Time i Automatic for the People no volien fer un altre àlbum de ritme lent. Cap a final d'any van iniciar el procés d'enregistrament del seu novè àlbum d'estudi a partir de 45 cançons compostes per al disc. La preproducció es va realitzar al Kingsway Studio de Nova Orleans sota la supervisió de Mark Howard, que havia treballat anteriorment a Automatic for the People. Finalitzades aquestes sessions, Howard va presentar el resultat al productor Scott Litt, que havia col·laborat amb la banda en els darrers tres treballs.
Al febrer de 1994, la banda es va traslladar a Crossover Soundstage d'Atlanta. A Crossover, la majoria de les pistes bàsiques de l'àlbum van ser gravades en viu, com si la banda estigués tocant en concert. Durant aquesta etapa van patir diversos contratemps, tan Berry com Mills van emmalaltir en moments diferents, i Stipe va tornar a casa durant uns dies a causa de la mort dels seus amics, l'actor River Phoenix i el músic Kurt Cobain. Va dedicar l'àlbum a Phoenix, i la seva germana Rain Phoenix va col·laborar amb veus addicionals en la cançó «Bang and Blame». Stipe va compondre «Let Me In» per intentar animar a Cobain perquè superés el seu estat depressiu, havien parlat en diverses ocasions sobre el nou treball de Nirvana, i fins i tot ja tenien planejat trobar-se per escoltar-lo.
L'abril del 1994 van traslladar-se als Criteria Studios de Miami però el procés de gravació es va interrompre per una malaltia de Stipe, i posteriorment va anar als Ocean Way Recording de Los Angeles. Els diversos entrebancs va provocar l'endarreriment de l'enregistrament de l'àlbum i van començar a sorgir tensions entre els membres de la banda, que estaven allotjats en diversos llocs de la ciutat i es coincidien poques vegades a l'estudi. La situació es va agreujar i van arribar al punt en què cap d'ells es podia parlar l'un a l'altre, així que la banda va haver de fer reunió per resoldre els seus problemes.
A diferència dels dos àlbums previs, on la música es basava en instruments acústics, en aquesta ocasió van donar molt pes a la guitarra elèctrica i a la distorsió, acostant-se al grunge i al glam rock.
La portada del disc és un dibuix borrós del cap d'un os sobre un fons taronja. La idea original era de Stipe, que li va donar a l'artista Chris Bilheimer un globus verd amb la imatge de l'os, Bilheimer va canviar el color globus, i abans d'acabar la sessió de fotografies, en fa realitzar un parell desenfocades, que al final són les van agradar més a Stipe.
Monster va debutar al número u de les llistes d'àlbums estatunidenca i britànica, i els dos primers senzills «What's the Frequency, Kenneth?» i «Bang and Blame» van posicionar-se millor que qualsevol senzill de l'anterior Automatic for the People. La crítica va rebre positivament aquest àlbum en general, no tenia la consistència i la unitat conceptual dels seus predecessors, però a canvi, oferia un ampli ventall de textures sonores que mai havia ofert R.E.M. en la seva trajectòria.
Warner Bros. va rellançar l'àlbum l'any 2005 amb una edició doble, un CD i un DVD d'àudio de l'àlbum i material de la gira Monster Tour. Per commemorar el 25è aniversari de la seva publicació, l'any 2019 es va llançar una edició deluxe, que contenia una remasterització de l'àlbum, una gravació en directe, versions demo i remescles de les cançons de l'àlbum.

## Gira
La gira mundial Monster Tour seria la primera sortida del grup en sis anys, ja que havien renunciat a la promoció dels seus dos darrers treballs malgrat el seu èxit. Va començar el gener de 1995 amb concerts a Austràlia i Japó, i va continuar al llarg d'Europa i Estats Units per a la resta de l'any.
La gira va ser un gran èxit comercial, però el període va ser difícil per a la banda. L'1 de març, Berry es va desplomar a l'escenari durant una actuació a Lausana (Suïssa), després d'haver patit un aneurisma cerebral. Va ser sotmès a cirurgia immediatament i es va recuperar totalment en un mes. Mills va haver de sotmetre's a una cirurgia abdominal per extreure una adherència intestinal al juliol i un mes més tard, Stipe va necessitar una cirurgia d'emergència per reparar una hèrnia.
Aprofitant les aturades per aquests problemes, la banda va seguir component noves cançons i en van estrenar algunes durant la gira. Aquestes noves cançons van ser incloses en el següent àlbum d'estudi, New Adventures in Hi-Fi.

## Llista de cançons
Totes les cançons foren escrites i compostes per Bill Berry, Peter Buck, Mike Mills i Michael Stipe. 
| 1.            | «What's the Frequency, Kenneth?» | 4:00  |
| 2.            | «Crush with Eyeliner»            | 4:39  |
| 3.            | «King of Comedy»                 | 3:40  |
| 4.            | «I Don't Sleep, I Dream»         | 3:27  |
| 5.            | «Star 69»                        | 3:07  |
| 6.            | «Strange Currencies»             | 3:52  |
| Durada total: | Durada total:                    | 22:45 |

| 7.            | «Tongue»           | 4:13  |
| 8.            | «Bang and Blame»   | 5:30  |
| 9.            | «I Took Your Name» | 4:02  |
| 10.           | «Let Me In»        | 3:28  |
| 11.           | «Circus Envy»      | 4:15  |
| 12.           | «You»              | 4:54  |
| Durada total: | Durada total:      | 26:22 |

### Edició 25è aniversari
El disc 1 és una versió remasteritzada de l'àlbum.
| 1.            | «Pete's Hit»                   | 3:22  |
| 2.            | «Uptempo Mo Distortion»        | 3:18  |
| 3.            | «Uptempo Ricky»                | 4:53  |
| 4.            | «Harlan County with Whistling» | 3:04  |
| 5.            | «Lost Song»                    | 5:43  |
| 6.            | «AM Boo»                       | 1:00  |
| 7.            | «Mike's Gtr»                   | 5:05  |
| 8.            | «Sputnik 1 Remix»              | 4:30  |
| 9.            | «Black Sky 4-14»               | 4:16  |
| 10.           | «Revolution 4-21»              | 3:22  |
| 11.           | «Rocker with Vocal»            | 4:58  |
| 12.           | «Time Is on Mike's Side»       | 5:02  |
| 13.           | «Experiment 4-28 No Vocal»     | 5:35  |
| 14.           | «Highland Fling 4-29»          | 3:54  |
| 15.           | «Cranky 4-29»                  | 3:41  |
| Durada total: | Durada total:                  | 61:43 |

| 1.            | «What's the Frequency, Kenneth?» (Remix) | 3:39  |
| 2.            | «Crush with Eyeliner» (Remix)            | 4:35  |
| 3.            | «King of Comedy» (Remix)                 | 4:00  |
| 4.            | «I Don't Sleep, I Dream» (Remix)         | 3:56  |
| 5.            | «Star 69» (Remix)                        | 3:07  |
| 6.            | «Strange Currencies» (Remix)             | 3:52  |
| 7.            | «Tongue» (Remix)                         | 4:00  |
| 8.            | «Bang and Blame» (Remix)                 | 5:12  |
| 9.            | «I Took Your Name» (Remix)               | 4:02  |
| 10.           | «Let Me In» (Remix)                      | 3:08  |
| 11.           | «Circus Envy» (Remix)                    | 4:15  |
| 12.           | «You» (Remix)                            | 4:50  |
| Durada total: | Durada total:                            | 48:36 |

| 1.            | «What's the Frequency, Kenneth?» | 3:59  |
| 2.            | «Circus Envy»                    | 4:24  |
| 3.            | «Crush with Eyeliner»            | 4:38  |
| 4.            | «Near Wild Heaven»               | 3:57  |
| 5.            | «Welcome to the Occupation»      | 3:06  |
| 6.            | «Undertow»                       | 5:19  |
| 7.            | «I Took Your Name»               | 4:29  |
| 8.            | «Strange Currencies»             | 5:00  |
| 9.            | «Me in Honey»                    | 4:22  |
| 10.           | «Revolution»                     | 3:56  |
| 11.           | «Tongue»                         | 5:26  |
| 12.           | «Man on the Moon»                | 5:51  |
| 13.           | «Country Feedback»               | 6:03  |
| 14.           | «Monty Got a Raw Deal»           | 3:21  |
| Durada total: | Durada total:                    | 63:51 |

| 15.           | «Losing My Religion»                                        | 4:54  |
| 16.           | «You»                                                       | 5:07  |
| 17.           | «Departure»                                                 | 3:44  |
| 18.           | «Orange Crush»                                              | 3:54  |
| 19.           | «Get Up»                                                    | 2:55  |
| 20.           | «Star 69»                                                   | 3:07  |
| 21.           | «Let Me In»                                                 | 3:42  |
| 22.           | «Everybody Hurts»                                           | 6:51  |
| 23.           | «So. Central Rain (I'm Sorry)»                              | 3:52  |
| 24.           | «Pop Song 89»                                               | 3:15  |
| 25.           | «It's the End of the World as We Know It (And I Feel Fine)» | 4:44  |
| Durada total: | Durada total:                                               | 46:05 |

| 1. | «Monster» (5.1 Surround Sound)               |  |
| 2. | «Monster» (Hi-Resolution Audio)              |  |
| 3. | «Road Movie» (pel·lícula concert)            |  |
| 4. | «What's the Frequency, Kenneth?» (videoclip) |  |
| 5. | «Crush with Eyeliner» (videoclip)            |  |
| 6. | «Star 69» (videoclip)                        |  |
| 7. | «Strange Currencies» (videoclip)             |  |
| 8. | «Tongue» (videoclip)                         |  |
| 9. | «Bang and Blame» (videoclip)                 |  |

## Posició en llistes
| Llista (1994) | Posició | Certificacions |
| ------------- | ------- | -------------- |
| Alemanya      | 2       | 1x Platí       |
| Austràlia     | 2       | 1x Platí       |
| Canadà        | 1       | 6x Platí       |
| Estats Units  | 1       | 4x Platí       |
| Europa        |         | 2x Platí       |
| França        | 11      | 2x Or          |
| Itàlia        | 6       | 2x Platí       |
| Japó          | 19      |                |
| Regne Unit    | 1       | 3x Platí       |

## Crèdits
| R.E.M. - Bill Berry – bateria, percussió, baix, veus addicionals - Peter Buck – guitarra, farfisa - Mike Mills – baix, piano, òrgan, guitarra, veus addicionals - Michael Stipe – cantant Músic addicionals - Ané Diaz – veus addicionals - Sally Dworsky – veus addicionals - Lou Kregl – veus addicionals - Thurston Moore – guitarra, veus addicionals - Rain Phoenix – veus addicionals - Lynda Stipe – veus addicionals | Tècnics - David Colvin – assistència d'enginyeria - Jeff DeMorris – assistència d'enginyeria - Mark Gruber – assistència d'enginyeria - Mark Howard – enginyeria - Victor Janacua – assistència d'enginyeria - Scott Litt – producció - Stephen Marcussen – masterització - Mark "Microwave" Mytrowitz – assistència tècnica |